# Samsung GALAXY Grand
Samsung Galaxy Grand — смартфон, разработанный Samsung Electronics, впервые анонсированный 18 декабря 2012 года. Новые функции включают: Smart Stay (экран остается включенным, если пользователь смотрит на него, в противном случае он переходит в спящий режим), Direct Call (звонит на номер телефона из SMS-сообщения на экране, просто поднеся телефон близко к уху), S Voice, Group Cast, новый MP3-плеер. Владельцам Dropbox предлагает 50 ГБ пространства на два года. В качестве экрана используется стекло Corning Gorilla Glass 2.
Примерно в это же время компания Samsung объявила о выпуске в некоторых европейских странах версии Samsung Galaxy Grand с двумя SIM-картами — Samsung Galaxy Grand Duos GT-i9082. Внешность смартфона такая же, как у Galaxy Grand, но, в отличие от предшественника, он оснащен слотом для установки и использования в режиме Dual Sim-Dual Standby двух SIM-карт, как от одинаковых, так и от разных операторов.

## Характеристики
Смартфон оснащен двухъядерным процессором Cortex-A9 1,2 ГГц и оперативной памятью 1 Гб, встроенной памятью 8 Гб, которая может быть расширена до 64 Гб с помощью карт microSD. Устройство также поддерживает подключение к интернету через 2G и 3G, помимо Wi-Fi. Навигационные системы включают A-GPS и ГЛОНАСС. Телефон работает под управлением Android 4.1.2 Jelly Bean,причем Samsung выпускает обновления до версии 4.2.2.
Galaxy Grand оснащен 8 MP задней камерой, которая способна делать фотографии высокого разрешения и снимать видео. Обе камеры способны записывать видео в формате Full HD с разрешением 1920×1080p при 30 кадрах в секунду. Камера оснащена светодиодной вспышкой, которая способна достаточно хорошо освещать объекты съемки даже в условиях низкой освещенности. Вторичная фронтальная камера состоит из обновленной 2 МП камеры.
Samsung Galaxy Grand питается от 2100 mAh Li-Polymer, способный проработать до 10 часов. 5,0 ″ (13 см) TFT WVGA, мультисенсорный экран способен отображать 16 миллионов цветов.

## Варианты моделей
| Модель    | Страна        | Оператор      | Сети                                     | SoC                             | CPU                            | GPU                      | VPU                  | Другое                                 |
| --------- | ------------- | ------------- | ---------------------------------------- | ------------------------------- | ------------------------------ | ------------------------ | -------------------- | -------------------------------------- |
| GT-I9080  | международный |               | WCDMA + GSM                              | Broadcom BCM 28155              | ARM Cortex-A9 MP2 1.2 GHz      | -                        | VideoCore-IV 250 MHz | FM-радио, одна сим-карта               |
| SHV-E270S | Южная Корея   | SK Telecom    | LTE + WCDMA + GSM                        | Samsung Exynos 4412             | ARM Cortex-A9 MP4 1.4 GHz      | ARM Mali-400 MP4 440 MHz | -                    | T-DMB                                  |
| SHV-E270K | Южная Корея   | KT            | LTE + WCDMA + GSM                        | Samsung Exynos 4412             | ARM Cortex-A9 MP4 1.4 GHz      | ARM Mali-400 MP4 440 MHz | -                    | T-DMB                                  |
| SHV-E270L | Южная Корея   | LG U+         | LTE + WCDMA + GSM + CDMA2000 EV-DO Rev.A | Samsung Exynos 4412             | ARM Cortex-A9 MP4 1.4 GHz      | ARM Mali-400 MP4 440 MHz | -                    | T-DMB                                  |
| GT-I9082  | международный |               | WCDMA + GSM                              | Broadcom BCM 28155              | ARM Cortex-A9 MP2 1.2 GHz      | -                        | VideoCore-IV 250 MHz | FM-радио, две сим-карты                |
| GT-I9118  | Китай         |               | TD-SCDMA + GSM                           | Qualcomm Snapdragon 400 MSM8230 | Qualcomm Krait 200 MP2 1.2 GHz | Adreno 305               | -                    | FM-Radio, Нет Google Service           |
| GT-I9128  | Китай         | China Mobile  | TD-SCDMA + GSM                           | Qualcomm Snapdragon 400 MSM8230 | Qualcomm Krait 200 MP2 1.2 GHz | Adreno 305               | -                    | FM-Radio, Нет Google Service           |
| GT-I9128V | Китай         | China Mobile  | WCDMA + TD-SCDMA + GSM                   | Qualcomm Snapdragon 400 MSM8230 | Qualcomm Krait 200 MP2 1.2 GHz | Adreno 305               | -                    | FM-Radio, Нет Google Service           |
| SCH-I879  | Китай         | China Telecom | CDMA2000 EV-DO Rev.A + GSM               | Qualcomm Snapdragon 400 MSM8630 | Qualcomm Krait 200 MP2 1.2 GHz | Adreno 305               | -                    | FM-Radio, Нет Google Service, Dual sim |
| GT-I9082C | Китай         | China Unicom  | WCDMA + GSM                              | Broadcom BCM 28155              | ARM Cortex-A9 MP2 1.2 GHz      | -                        | VideoCore-IV 250 MHz | FM-Radio, Нет Google Service, Dual sim |

## Обновление
В августе 2013 года компания Samsung объявила, что Galaxy Grand получит обновление ОС Android 4.2.2. Впервые обновление было запущено в России, а владельцы в Индии получили обновление в начале сентября. Это обновление также принесло обновленную версию TouchWiz.